# Paratrixoscelis
Paratrixoscelis är ett släkte av tvåvingar. Paratrixoscelis ingår i familjen myllflugor.
Kladogram enligt Catalogue of Life:
| Paratrixoscelis | \| \| Paratrixoscelis kaszabi \| \| \| \| \| \| Paratrixoscelis oedipoides \| \| \| \| \| \| Paratrixoscelis oedipus \| \| \| \| |
|                 | \| \| Paratrixoscelis kaszabi \| \| \| \| \| \| Paratrixoscelis oedipoides \| \| \| \| \| \| Paratrixoscelis oedipus \| \| \| \| |
|                 | Paratrixoscelis kaszabi |
|                 | |
|                 | Paratrixoscelis oedipoides |
|                 | |
|                 | Paratrixoscelis oedipus |
|                 | |